# Urastoma cyprinae
Famille
Genre
Espèce
Synonymes
- Urastoma evelinae Marcus, 1951
- Urastoma fausseki Dörler, 1900
- Enterostomum  mytili Sabussow, 1900
- Acmostomum  cyprinae Graff, 1882

Urastoma cyprinae est une espèce de vers plats, la seule des Urastomidae.
C'est un parasite des bivalves (notamment Mytilus californianus et Mytilus galloprovincialis), qui est parfois trouvé libre dans des algues.